# Michal Daněk
Michal Daněk (* 6. července 1983 Ostrava) je bývalý český fotbalový brankář, který aktivní profesionální kariéru ukončil v roce 2021. V letech 2021-2023 hrál za TJ Řepiště. Od roku 2023 hraje za TJ Václavovice hrající II. třídu okresu Ostrava-město.

## Klubová kariéra
S fotbalem začínal v klubu FC Hlučín. Jeho kariéra pokračovala do známého klubu FC Baník Ostrava kde však v "A" týmu nedostal příležitost ukázat své kvality a tak byl poslán na hostování do SK Kladno. V Kladně odchytal sezónu 2004/05. Jeho další štace byla FK Chmel Blšany, kam byl poslán na hostování. Po roce se vrátil zpět do Baníku. V roce 2006 dostal nabídku od plzeňské Viktorky. Následně se upsal Viktorce na 4 roky. V roce 2008 Daněk dostal nabídku na hostování v anglickém klubu West Bromwich Albion, kde ovšem nedostal šanci v žádném ligovém zápase, a proto se vrátil zpět do plzeňské Viktorky. Poté odehrál jeden rok ve slezském Baníku Ostrava, aby se opět v červenci 2011 vrátil do Plzně. Jaro 2012 strávil na hostování v Českých Budějovicích, kam před sezonou 2012/2013 přestoupil. Od ledna 2015 působí v klubu 1. FC Slovácko.

## Reprezentace
Zúčastnil se Mistrovství světa hráčů do 20 let 2003 ve Spojených arabských emirátech, kde český tým po remízách 1:1 s Austrálií a Brazílií a porážce 0:1 s Kanadou obsadil nepostupové čtvrté místo v základní skupině C. Michal ale nezasáhl ani do jednoho zápasu na turnaji.

## Klubové statistiky
Aktuální ke 4. červenci 2013
| Sezona | Klub                                   | Země   | Soutěž                       | Zápasy | Góly |
| ------ | -------------------------------------- | ------ | ---------------------------- | ------ | ---- |
| 02/03  | FC Baník Ostrava                       | Česko  | 1. liga                      | 0      | 0    |
| 03/04  | FC Baník Ostrava                       | Česko  | 1. liga                      | 0      | 0    |
| 04/05  | SK Kladno(host.)                       | Česko  | 2.česká fotbalová liga       | 18     | 0    |
|        | FK Chmel Blšany (host.)                | Česko  | 1. liga                      | 16     | 0    |
| 05/06  | FC Baník Ostrava                       | Česko  | 1. liga                      | 0      | 0    |
| 06/07  | FC Viktoria Plzeň                      | Česko  | 1. liga                      | 30     | 0    |
| 07/08  | FC Viktoria Plzeň                      | Česko  | 1. liga                      | 15     | 0    |
|        | West Bromwich Albion(host.)            | Anglie | Football League Championship | 0      | 0    |
| 08/09  | FC Viktoria Plzeň                      | Česko  | 1. liga                      | 8      | 0    |
| 09/10  | FC Viktoria Plzeň                      | Česko  | 1. liga                      | 25     | 0    |
| 10/11  | FC Baník Ostrava                       | Česko  | 1. liga                      | 18     | 0    |
| 11/12  | FC Viktoria Plzeň SK Dynamo ČB (host.) | Česko  | 1. liga                      | 2 12   | 0    |
| 12/13  | SK Dynamo ČB                           | Česko  | 1. liga                      | 28     | 0    |

2015 – 1.FC Slovácko 1.česká fotbalová liga, 2 starty